# Pierstna
Pierstna (hist. Piersna; cz. Prstná, niem. Piersna) – wieś i gmina katastralna w północnej części gminy Piotrowic koło Karwiny, w powiecie Karwina, w kraju morawsko-śląskim, w Czechach. Powierzchnia 366,56 ha (17,9% obszaru gminy), w 2001 liczba mieszkańców wynosiła 419, zaś w 2010 odnotowano 178 adresów. 

## Położenie
Od zachodu, północy i wschodu miejscowość sąsiaduje z Polską, rozdzielając swoim terytorium dwa polskie powiaty: wodzisławski i cieszyński. Wieś geograficznie położona jest na Płaskowyżu Rybnickim, historycznie zaś w regionie Śląska Cieszyńskiego.

## Historia
Pierwsza wzmianka pochodzi z 1447.
Według austriackiego spisu ludności z 1910 roku Pierstna miała 680 mieszkańców, z czego 631 było zameldowanych na stałe, 614 (97,3%) było polsko-, 12 (1,9%) niemiecko- a 5 (0,8%) czeskojęzycznymi, 679 (99,9%) było katolikami a 1 osoba była innej religii lub wyznania niż luteranizm, kalwinizm czy judaizm. W następnych dekadach liczba mieszkańców zaczęła systematycznie spadać, choć liczba domów rosła.
Od podziału Śląska Cieszyńskiego w 1920 roku miejscowość znajduje się w Czechosłowacji. W granicach administracyjnych Piotrowic koło Karwiny znajduje się od 1952 roku.

## Pałac
W Pierstnej, która należała od 1796 roku do rodziny Gussnarów, powstała w 1798 ich rezydencja. Wiek później pałac (zwany myśliwskim) w stylu empire (stylu cesarstwa), z przylegającym do niego parkiem w stylu angielskim, należał już do Larischów-Mönnichów. W dobie Czechosłowacji gospodarzami obiektu byli m.in. organizacja Sokół z Orłowej, rodzina Wnuków i państwo czechosłowackie. Po 1999 roku prywatni przedsiębiorcy urządzili w nim hotel i restaurację.

## Turystyka
Przez miejscowość przechodzą trasy rowerowe:
- "Szlak Zamków nad Piotrówką" – Kończyce Wielkie – Kończyce Małe – Zebrzydowice – Marklowice Górne – Marklowice Dolne – Pierstna – Piotrowice koło Karwiny – Skrbeńsko – Gołkowice (25 km)
- trasa rowerowa gminy Piotrowice koło Karwiny (8,6 km)